# Pangkalan (Langkaplancar)
Pangkalan is een bestuurslaag in het regentschap Ciamis van de provincie West-Java, Indonesië. Pangkalan telt 4521 inwoners (volkstelling 2010).